# 혈세잇키
혈세잇키(일본어: 血税一揆 케츠제이잇키[*])는 메이지 신정부에 대한 반대민란(신정부반대잇키)의 일종으로서, 주로 1873년(메이지 6년)에 실시된 징병령을 반대하여 농민들을 들고 일어난 잇키(민란)다. 징병령반대잇키(徴兵令反対一揆)라고도 한다.
혈세잇키는 1873년 3월 와타라이현 무로군에서 시작되어, 1874년 12월 고치현 하타군에서의 봉기까지 총 16건(또는 19건, 14건이라고도 함)이 서일본을 중심으로 일어났다. 이는 서일본에서 징병을 면한 사람의 비율이 적었기 때문이다. 이들 잇키들 가운데서 호쿠죠현(옛 미마사카국), 돗토리현(옛 호키국) 아이미군, 묘도현(옛 사누키국) 7개군의 봉기가 특히 격렬했다.